# Pinnau / Gronau
Pinnau / Gronau este o arie protejată (arie specială de conservare — SAC, sit de importanță comunitară — SCI) din Germania întinsă pe o suprafață de 56,6 ha, integral pe uscat.

## Localizare
Centrul sitului Pinnau / Gronau este situat la coordonatele 53°42′51″N 9°51′52″E / 53.7142°N 9.8644°E.

## Înființare
Situl Pinnau / Gronau a fost declarat sit de importanță comunitară în septembrie 2004 pentru a proteja 4 specii de animale. Situl a fost protejat și ca arie specială de conservare în ianuarie 2010.

## Biodiversitate
Situată în ecoregiunea atlantică, aria protejată conține 3 habitate naturale: Cursuri de apă de la nivel de câmpie la nivel montan, cu vegetație Ranunculion fluitantis și Callitricho-Batrachion, Păduri acidofile de stejar bătrân cu Quercus robur pe câmpii nisipoase, Păduri aluvionare cu Alnus glutinosa și Fraxinus excelsior (Alno-Padion, Alnion incanae, Salicion albae).
La baza desemnării sitului se află mai multe specii protejate:
- mamifere (1): vidră de râu (Lutra lutra)
- pești (3): Lampetra fluviatilis, cicar (Lampetra planeri), Petromyzon marinus